# Bohdan Skaradziński
Bohdan Wojciech Skaradziński, pseud. Jan Brzoza, Kazimierz Podlaski (ur. 5 stycznia 1931 w Osowcu nad Biebrzą, zm. 4 maja 2014 w Podkowie Leśnej) – polski publicysta, pisarz i działacz społeczny.
W czasie nauki w liceum był dowódcą podziemnej organizacji młodzieżowej. W 1952 został aresztowany, następnie skazany na karę 10 lat pozbawienia wolności, więziony we Wronkach i Raciborzu, wyszedł na wolność w 1956. W latach 1959–1980 był pracownikiem Biura Studiów i Projektów Inżynierii Miejskiej w Warszawie. W 1963 ukończył studia w Szkole Głównej Planowania i Statystyki, w 1976 doktoryzował się na Wydziale Ekonomiczno-Socjologicznym Uniwersytetu Łódzkiego. W latach 1965–1967 przebywał na kontrakcie w Bagdadzie, w latach 1979–1980 w Trypolisie (Libia). 
Od 1959 współpracował z miesięcznikiem „Więź”, gdzie pisał na tematy historyczne, m.in. wraz ze Zdzisławem Szpakowskim prowadził dział „Z problemów najnowszej historii Polski”. Od 1970 był członkiem kolegium redakcyjnego pisma, w latach 1981–1983 zastępcą redaktora naczelnego, następnie członkiem rady redakcyjnej. W latach 70. został członkiem warszawskiego Klubu Inteligencji Katolickiej. Po 13 grudnia 1981 był jednym z założycieli i prezesem Komitetu Pomocy Bliźniemu przy parafii św. Krzysztofa w Podkowie Leśnej, współpracownikiem ks. Leona Kantorskiego. Organizował parafialne spotkania o tematyce historycznej, na których był również prelegentem, był inicjatorem „Dni Kultury Chrześcijańskiej Zachodniego Mazowsza”. Publikował w pismach II obiegu (m.in. Tygodnik Wojenny, Baza, Tygodnik Mazowsze, Przegląd Wiadomości Agencyjnych, Karta). W latach 1989–1991 redagował także dodatek do „Tygodnika Białostockiego” pt. „Sprawy Pobratymcze”. W latach 1993–2002 publikował na łamach „Więzi” stały felieton w rubryce „Uwaga na Wschód”. W swojej twórczości zajmował się historią Polski XX w. oraz relacjami Polaków z sąsiadami na Wschodzie.
W 1985 otrzymał Nagrodę Kulturalną „Solidarności” za książkę Białorusini, Litwini, Ukraińcy, a w 1989 Nagrodę im. Jerzego Łojka za książkę Polski rok 1919. 
W 2005 został Honorowym Obywatelem Podkowy Leśnej, a dwa lata później w 2007 r. został odznaczony Krzyżem Oficerskim Orderu Odrodzenia Polski (M.P. z 2007, nr 52, poz. 596).
Mieszkał w Podkowie Leśnej razem z żoną Zofią, córką Hanną i synem Janem Skaradzińskim.

## Twórczość
- Z problemów najnowszej historii Polski: wrzesień 1939 (wybór publicystki historycznej zredagowany razem ze Zdzisławem Szpakowskim)
- Wróżenie z piasku (Biblioteka „Więzi” - Znak 1973)
- Białorusini, Litwini, Ukraińcy (pod pseud. Kazimierz Podlaski; II obieg - wyd. pt. Bracia nasi? Rzecz o Białorusinach, Litwinach i Ukraińcach, Wyd. Słowo 1983, Przedświt 1984; Puls, Londyn 1985, ISBN 0-907587-19-4; „Głos Śląsko-Dąbrowski” Niezależnego Samorządnego Związku Zawodowego „Solidarność” 1986; „Kret” Ruch Społeczny „Solidarność” 1987; Versus 1990, ISBN 83-7045-004-0; wydanie w jęz. ukraińskim: Widnowa, Monachium 1986)
- Korzenie naszego losu (Biblioteka „Więzi” 1985, ISBN 83-7006-066-8)
- Polski rok 1919 (II obieg, Przedświt 1987; Polonia, Londyn 1988, ISBN 0-902352-67-9)
- Dar Polski Białorusinom, Rosjanom i Ukraińcom na Tysiąclecie ich Chrztu Świętego (pod pseud. Kazimierz Podlaski; Polonia, Londyn 1989)
- Polskie lata 1919-1920. T. 1, Polski rok 1919 (Volumen 1993, ISBN 83-85218-46-7; seria: „O Wolność i Niepodległość”)
- Polskie lata 1919-1920. T. 2, Sąd Boży (Volumen 1993, ISBN 83-85218-47-5; seria: „O Wolność i Niepodległość”)
- Sąd Boży 1920 roku (Świat Książki 1995, ISBN 83-7129-825-0)
- Uwaga na Wschód (przedm. Agnieszka Magdziak-Miszewska; Biblioteka „Więzi” 2007, ISBN 978-83-60356-13-5)